# Toro (costellazione)
Il Toro (in latino Taurus, simbolo:  o ♉) è una delle 88 costellazioni moderne, ed era anche una delle 48 costellazioni elencate da Tolomeo. È una costellazione dello zodiaco. 
È grande e prominente nel cielo invernale boreale, tra l'Ariete ad ovest e i Gemelli ad est; verso nord si trovano il Perseo e l'Auriga, a sudovest Orione e a sudest Eridano e la Balena.
La costellazione contiene l'ammasso aperto delle Pleiadi, il più conosciuto e studiato, oltre che il più luminoso fra gli ammassi aperti storicamente riconosciuti come tali; nel Toro si trova anche l'ammasso delle Iadi, che detiene il primato di ammasso aperto più vicino conosciuto.

## Caratteristiche

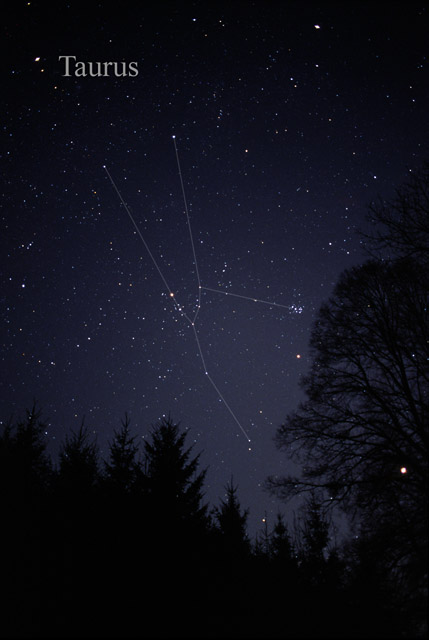
La costellazione del Toro, prossima al tramonto.

Il Toro è una costellazione di dimensioni medio-grandi situata nell'emisfero boreale, facile da individuare e ben nota. La sua caratteristica più conosciuta in assoluto è la presenza del brillante ammasso delle Pleiadi, il più luminoso ammasso di stelle dell'intera volta celeste; le Pleiadi, riconoscibili con facilità anche dai meno esperti, si trovano nella parte più occidentale della costellazione e sono ben visibili anche dai cieli cittadini. Il Toro continua in direzione est-sudest verso un altro gruppo di stelle molto noto e luminoso, quello delle Iadi: queste sono sparse su un diametro di cinque gradi quadrati e sono apparentemente dominate da una stella arancione di magnitudine +0,98, chiamata Aldebaran, la più brillante della costellazione e che costituisce l'occhio del Toro.
Verso oriente si estendono poi le corna dell'animale, rappresentate dalle stelle β Tauri (El Nath) e ζ Tauri, poste sul bordo della scia luminosa della Via Lattea. β Tauri in realtà è condivisa con la vicina costellazione dell'Auriga, di cui costituisce uno dei vertici del suo luminoso pentagono.
Lo sfondo della costellazione del Toro è pervaso da un gran numero di stelline di quinta e sesta magnitudine, molte delle quali appartenenti alle Iadi e ad altre estesissime associazioni stellari; tuttavia, esplorando la regione con un binocolo si nota che scarseggiano notevolmente le stelle di magnitudine 7 e 8, specialmente sul lato nord; ciò è dovuto alla presenza di grandi banchi di polveri, facenti parte della Nube del Toro.
Nonostante sia una costellazione boreale, il Toro è ben osservabile da tutte le aree abitate della Terra, grazie alla sua declinazione non molto elevata; il periodo più propizio per la sua osservazione nel cielo serale va da ottobre ad aprile. Nell'emisfero nord è una tipica figura del cielo stellato invernale; il sorgere delle Pleiadi in orari sempre più anticipati nelle prime ore della notte preannuncia l'inizio dell'autunno, mentre la discesa della costellazione ad ovest subito dopo il tramonto del Sole indica l'arrivo prossimo dell'estate.

### Stelle principali
- Aldebaran (α Tauri) è la stella principale; si tratta di una stella gigante arancione, rappresentante l'occhio del Toro. La sua magnitudine è 0,98, e si trova in un campo ricco di stelle visibili ad occhio nudo, un ammasso noto come Iadi. La sua distanza è stimata sui 66,6 anni luce.
- Elnath (β Tauri) è una stella azzurra in comune con l'Auriga; costituisce uno dei corni del Toro. La stella, di magnitudine 1,65, dista 131 anni luce.
- Alcyone (η Tauri) è la stella più brillante dell'ammasso delle Pleiadi; brilla di luce azzurra di magnitudine 2,85, distante 368 anni luce.
- ζ Tauri (nota talvolta con il nome proprio Alheka) è una stella azzurra che rappresenta il corno meridionale del Toro; ha magnitudine 2,97 e dista 417 anni luce.

Nel 1690 l'astronomo inglese John Flamsteed osservò il pianeta Urano (all'epoca non ancora conosciuto) alcuni gradi a ESE delle Pleiadi, lungo la linea dell'eclittica, e scambiandolo per una stella lo incluse nel proprio catalogo con la denominazione di "34 Tauri".

### Stelle doppie
Il Toro contiene alcune stelle doppie prospettiche e fisiche di facile risoluzione anche con piccoli strumenti.
Fra le coppie apparenti quella che salta più alla vista è quella centrale delle iadi, formata dalle stelle θ1 e θ2 Tauri; si tratta di una stella arancione di magnitudine 3,84 e di una biancastra di magnitudine 3,40, leggermente variabile. La coppia è facilmente risolvibile anche ad occhio nudo pure sotto cieli non particolarmente nitidi; in realtà entrambe le stelle sono a loro volta delle doppie fisiche, con componenti estremamente vicine fra loro.
Un'altra coppia è quella formata da σ1 e σ2 Tauri, poco a est di Aldebaran; si tratta di due stelle bianche di magnitudine 4,67 e 5,08, separabili con un binocolo o pure ad occhio nudo se la notte è propizia.
κ1 e κ2 Tauri sono pure risolvibili ad occhio nudo, essendo una di magnitudine 4,21 e l'altra di magnitudine 5,27, separate da diversi primi d'arco.
La 88 Tauri è una coppia molto ampia, risolvibile con un binocolo data la loro separazione superiore a 1 primo d'arco; le componenti sono di quarta e ottava grandezza, entrambe bianche.
Non risolvibile con i normali telescopi amatoriali, ma degna di nota, è anche PSR J0348+0432 la stella a neutroni di maggior massa accertata che è parte di un sistema binario con una nana bianca come compagna.
| Principali stelle doppie |                                          |                                          |             |             |                                 |         |
| Nome                     | Coordinate equatoriali all'epoca J2000.0 | Coordinate equatoriali all'epoca J2000.0 | Magnitudine | Magnitudine | Separazione (in secondi d'arco) | Colore  |
| Nome                     | AR                                       | Dec                                      | A           | B           | Separazione (in secondi d'arco) | Colore  |
| HD 22468                 | 03h 36m 47s                              | +00° 35′ 16″                             | 5,99        | 8,83        | 6,6                             | ar + ar |
| 30 Tauri                 | 03h 48m 16s                              | +11° 08′ 36″                             | 5,03        | 9,6         | 9,2                             | azz + b |
| φ Tauri                  | 04h 20m 21s                              | +27° 21′ 03″                             | 5,06        | 8,5         | 52,1                            | ar + g  |
| χ Tauri                  | 04h 22m 35s                              | +25° 37′ 46″                             | 5,38        | 8,5         | 19,4                            | b + b   |
| 62 Tauri                 | 04h 24m 00s                              | +24° 18′ 04″                             | 6,34        | 8,0         | 29,0                            | azz + b |
| 88 Tauri                 | 04h 35m 39s                              | +10° 09′ 39″                             | 4,25        | 8,5         | 70,0                            | b + b   |
| 118 Tauri                | 05h 29m 16s                              | +25° 09′ 01″                             | 5,83        | 6,68        | 4,8                             | b + g   |
| HD 36408                 | 05h 32m 14s                              | +17° 03′ 25″                             | 6,0         | 6,4         | 9,6                             | b + b   |

### Stelle variabili
Alcune delle stelle variabili del Toro sono molto note e studiate, in quanto sono utilizzate come prototipo per alcune classi di variabili.
La più importante è la T Tauri, prototipo della classe delle stelle T Tauri; si tratta di stelle giovanissime situate nei pressi delle grandi nubi molecolari, in una fase della loro vita non ancora del tutto stabile. In particolare, T Tauri illumina in talune circostanze una parte dei gas in cui è avvolta, rendendoli visibili come deboli nebulosità dalla breve durata come nubi luminose.
Un'altra stella importante è la RV Tauri, utilizzata come prototipo delle variabili RV Tauri; si tratta anche in questo caso di stelle giovanissime, in prevalenza giganti e supergiganti gialle.
Fra le numerose variabili a eclisse, la ζ Tauri è quella che mostra il periodo più lungo; al minimo principale scende dalla magnitudine 2,88 alla 3,17. Molto più facile da osservare è la λ Tauri, che oscilla fra le magnitudini 3,3 e 3,9 in quasi quattro giorni; si tratta di una variabile Algol. V711 Tauri è invece la nomenclatura da stella variabile della doppia HD 22468, una variabile a eclisse con una variazione di soli due decimi di magnitudine.
Pleione, che fa parte delle Pleiadi, è una stella Be, ossia una nana blu con delle forti linee di emissione; oscilla fra le magnitudini 4,7 e 4,0 con un periodo irregolare.
| Principali stelle variabili |                                          |                                          |             |             |                  |                            |
| Nome                        | Coordinate equatoriali all'epoca J2000.0 | Coordinate equatoriali all'epoca J2000.0 | Magnitudine | Magnitudine | Periodo (giorni) | Tipo                       |
| Nome                        | AR                                       | Dec                                      | Max.        | Min.        | Periodo (giorni) | Tipo                       |
| T Tauri                     | 04h 21m 59s                              | +19° 32′ 06″                             | 9,6         | 13,5        | -                | Irregolare (Prot. T Tauri) |
| RV Tauri                    | 04h 47m 07s                              | +26° 10′ 46″                             | 9,80        | 13,3        | 78,698           | prot. RV Tauri             |
| BU Tauri (Pleione)          | 03h 49m 11s                              | +24° 08′ 12″                             | 4,77        | 5,50        | -                | Irregolare (Stelle Be)     |
| CD Tauri                    | 05h 17m 31s                              | +20° 07′ 55″                             | 7,00        | 7,60        | 3,4352           | Eclisse                    |
| CE Tauri                    | 05h 32m 13s                              | +18° 35′ 39″                             | 4,23        | 4,54        | 165              | Semiregolare pulsante      |
| HU Tauri                    | 04h 38m 16s                              | +20° 41′ 05″                             | 5,85        | 6,68        | 2,0563           | Eclisse                    |
| IM Tauri                    | 04h 10m 50s                              | +26° 28′ 51″                             | 5,37        | 5,58        | 0,1451           | Pulsante (δ Scuti)         |
| V711 Tauri                  | 03h 36m 47s                              | +00° 35′ 16″                             | 5,71        | 5,94        | 2,8406           | Eclisse                    |
| α Tauri (Aldebaran)         | 04h 35m 55s                              | +16° 30′ 35″                             | 0,75        | 0,95        | -                | Irregolare                 |
| ζ Tauri                     | 05h 37m 39s                              | +21° 08′ 33″                             | 2,88        | 3,17        | 132,97           | Eclisse                    |
| λ Tauri                     | 04h 00m 41s                              | +12° 29′ 25″                             | 3,37        | 3,91        | 3,9529           | Eclisse                    |

## Oggetti del profondo cielo

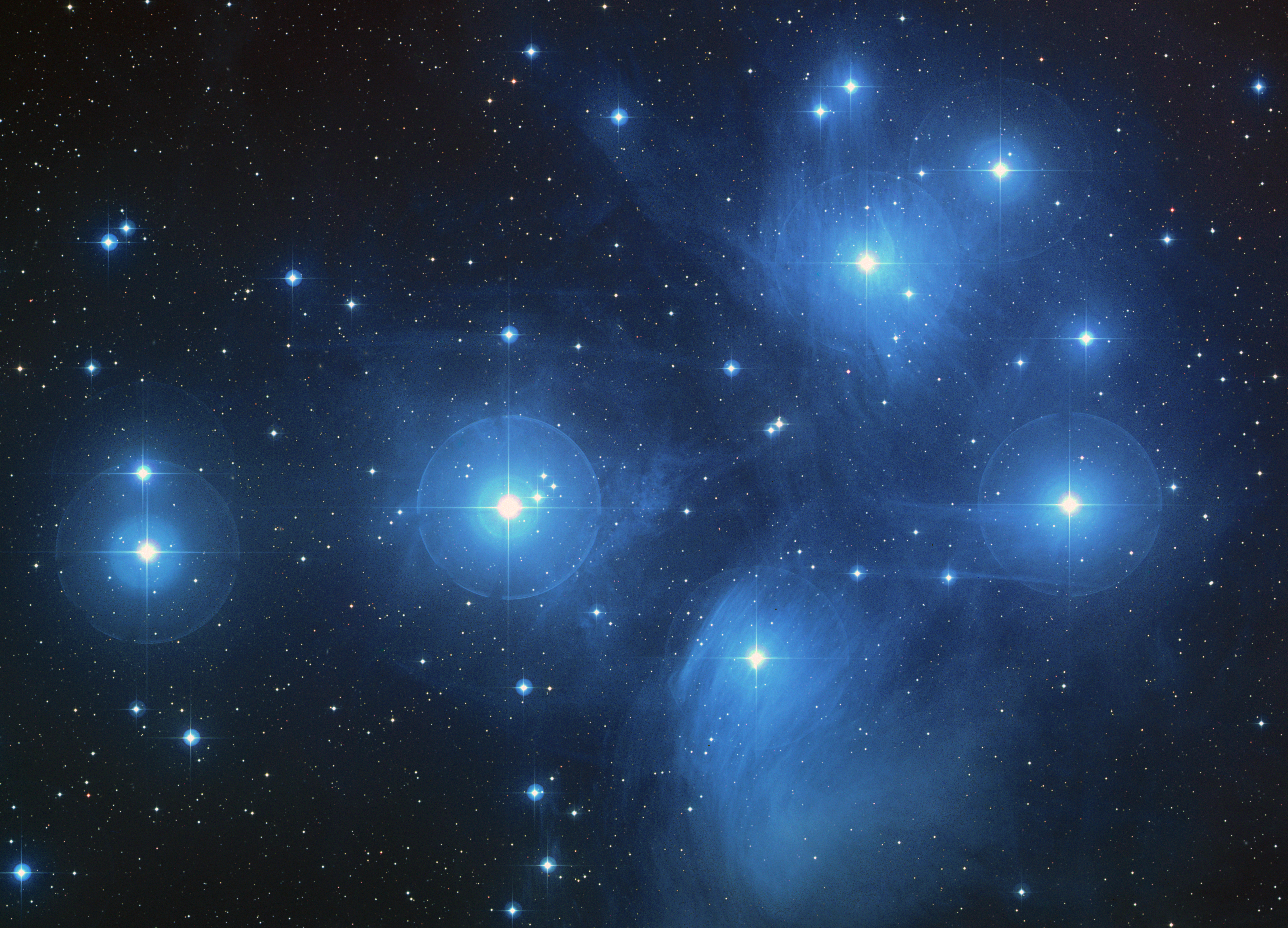
L'ammasso aperto delle Pleiadi, il più luminoso della volta celeste.

Il Toro è attraversato nella sua parte più orientale dalla Via Lattea; questo fa sì che nella costellazione siano presenti oggetti appartenenti alla nostra Galassia e in particolare gruppi e ammassi di stelle. Tuttavia, gli oggetti maggiori si trovano però nella regione ovest: la regione orientale infatti, e in particolare quella settentrionale, è fortemente oscurata da un grande complesso oscuro, la Nube del Toro, una densa nube molecolare in cui ha luogo la formazione stellare; alla periferia di questo complesso è stata scoperta quella che poi è divenuta la stella prototipo di una particolare classe di stelle giovanissime, la variabile T Tauri.
Il più conosciuto di questi gruppi stellari è sicuramente l'ammasso aperto delle Pleiadi, ben visibile ad occhio nudo e notissimo fin dalle epoche più antiche; si tratta dell'ammasso aperto più luminoso della volta celeste e in alcune culture è persino considerato una costellazione a sé stante. Attraverso un semplice binocolo si osservano una decina di stelle luminose, tutte di colore bianco-azzurro, inframmezzate da alcune decine di stelle più deboli; con strumenti di grande diametro o nelle fotografie è ben evidente anche un esteso complesso di nebulose a riflessione che circonda interamente le sue stelle. Nei pressi della stella Aldebaran si trovano invece le Iadi, un altro ammasso aperto (il più vicino conosciuto), che con la stella forma una V nel cielo che marca la testa del Toro; Aldebaran tuttavia non ne fa fisicamente parte, trovandosi in primo piano sulla sua linea di vista. Un altro ammasso molto meno appariscente ma comunque di facile osservazione, non osservato dal Messier, è NGC 1746, visibile nella parte orientale.
Fra le nebulose spicca la Nebulosa del Granchio (M1), un resto di supernova a nordest di ζ Tauri e visibile con un telescopio; l'esplosione che lo generò fu visibile dalla Terra il 4 luglio 1054 e fu così brillante che rimase visibile in pieno giorno per molti mesi. È stata registrata dai testi storici cinesi e dagli Indiani d'America.
A causa della vicinanza del piano galattico e della presenza di polveri interstellari oscuranti, nella costellazione non sono visibili molte galassie e quelle che si osservano sono molto deboli e ben al di là della portata di strumenti amatoriali.
| Principali oggetti non stellari |                                          |                                          |                     |             |                                        |                        |
| Nome                            | Coordinate equatoriali all'epoca J2000.0 | Coordinate equatoriali all'epoca J2000.0 | Tipo                | Magnitudine | Dimensioni apparenti (in primi d'arco) | Nome proprio           |
| Nome                            | AR                                       | Dec                                      | Tipo                | Magnitudine | Dimensioni apparenti (in primi d'arco) | Nome proprio           |
| M45                             | 03h 47m :                                | +24° 07′ :                               | Ammasso aperto      | 1,6         | 110                                    | Pleiadi                |
| NGC 1435                        | 03h 46m 10s                              | +23° 45′ 54″                             | nebulosa diffusa    | -           | 30 x 30                                | Nebulosa delle Pleiadi |
| NGC 1514                        | 04h 09m 17s                              | +30° 46′ 33″                             | Nebulosa planetaria | 10,9        | 2,3 x 2,0                              |                        |
| NGC 1555                        | 04h 21m 57s                              | +19° 32′ 04″                             | Nebulosa diffusa    | -           | 0,5                                    | Nube di T Tauri        |
| Mel 25                          | 04h 27m :                                | +15° 52′ :                               | Ammasso aperto      | 0,5         | 330                                    | Iadi                   |
| NGC 1647                        | 04h 45m 56s                              | +19° 06′ 42″                             | Ammasso aperto      | 6,4         | 45                                     |                        |
| NGC 1746                        | 05h 03m 50s                              | +23° 46′ 04″                             | Ammasso aperto      | 6,1         | 42                                     |                        |
| NGC 1807                        | 05h 10m 41s                              | +16° 31′ 52″                             | Ammasso aperto      | 7,0         | 17                                     |                        |
| NGC 1817                        | 05h 12m 26s                              | +16° 41′ 03″                             | Ammasso aperto      | 7,7         | 16                                     |                        |
| M1                              | 05h 34m 32s                              | +22° 00′ 52″                             | Resto di supernova  | 8,4         | 6 x 4                                  | Nebulosa Granchio      |

## Sistemi planetari
Nella costellazione sono stati scoperti alcuni sistemi planetari; il sistema di HD 37124 è quello con più pianeti confermati, avendo tre pianeti tutti con massa inferiore a quella di Giove e orbitanti a distanze medie comprese fra 0,5 e 3,1 UA.
| Sistemi planetari |                                          |                                          |             |                   |                              |
| Nome del sistema  | Coordinate equatoriali all'epoca J2000.0 | Coordinate equatoriali all'epoca J2000.0 | Magnitudine | Tipo di stella    | Numero di pianeti confermati |
| Nome del sistema  | AR                                       | Dec                                      | Magnitudine | Tipo di stella    | Numero di pianeti confermati |
| HD 24040          | 03h 50m 23s                              | +17° 28′ 35″                             | 7,52        | Nana gialla       | 1 (b)                        |
| HD 24496          | 03h 54m 28s                              | +16° 36′ 58″                             | 6,81        | Nana gialla       | 1 (b)                        |
| V1298 Tauri       | 04h 05m 59s                              | +20° 09′ 26″                             | 10,3        | T-Tauri           | 4 (b, c, d, e)               |
| ε Tauri           | 04h 28m 37s                              | +19° 10′ 50″                             | 3,53        | Gigante arancione | 1 (b)                        |
| Gliese 176        | 04h 42m 56s                              | +18° 57′ 29″                             | 9,97        | Nana rossa        | 1 (b)                        |
| HD 37124          | 05h 37m 03s                              | +20° 43′ 51″                             | 5,07        | Nana gialla       | 3 (b - c - d)                |
| HD 283869         | 04h 47m 41,8s                            | +26° 09′ 00″                             | 10,6        | Nana arancione    | 1 (b)                        |

## Mitologia

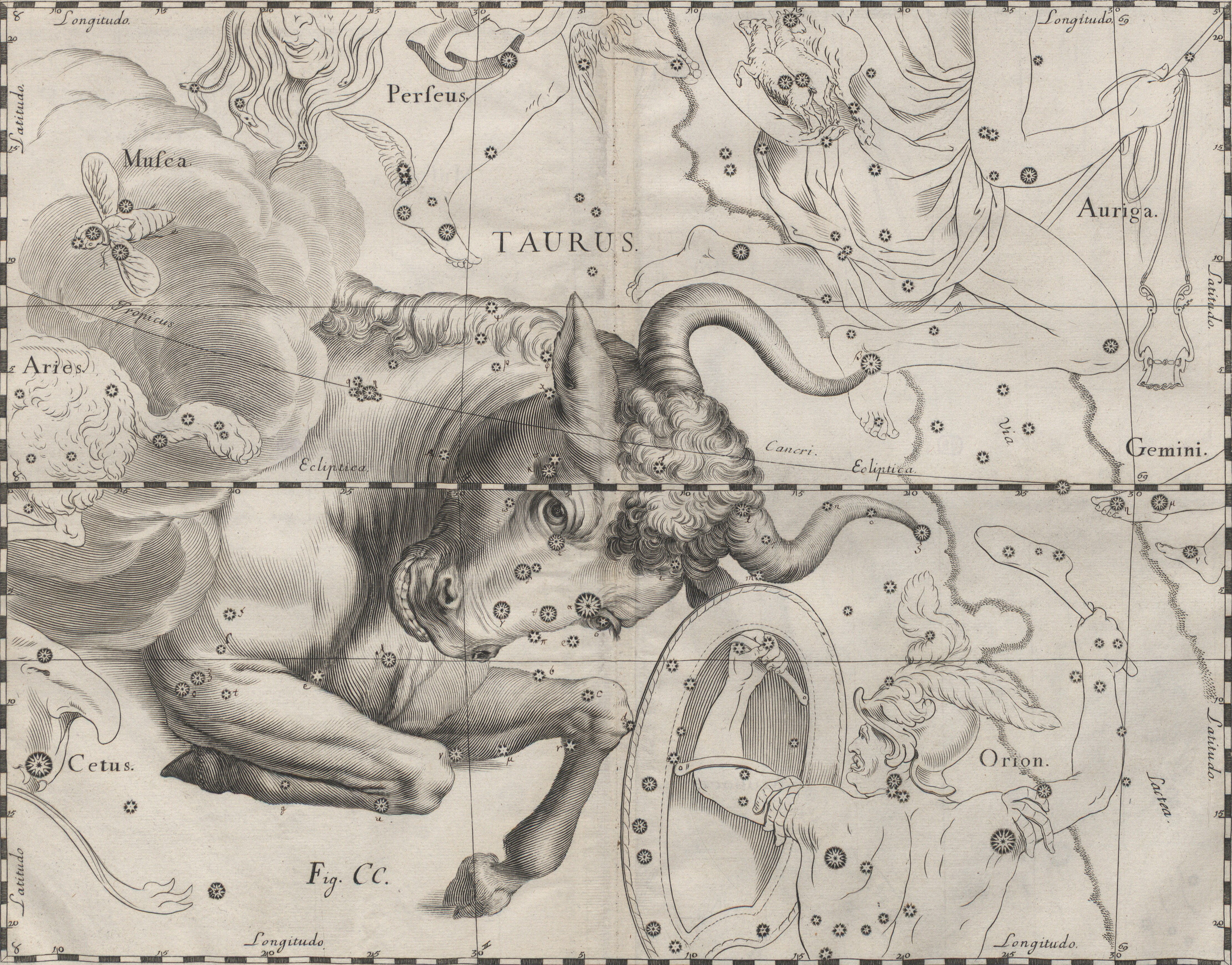
Illustrazione invertita del Toro ad opera di Johannes Hevelius.

Nella mitologia greca, corrisponde alla forma di toro che Zeus assunse per vincere Europa, una principessa fenicia. La donna, attratta dall'enorme e docile bestia, salì sul suo dorso, ma in quel momento il Toro cominciò a correre velocemente entrando in acqua e nuotando fino ad un'isola, dove assunse nuovamente la forma di Zeus e corteggiò Europa riuscendo nel suo intento.
Al Toro è associata anche la figura del Minotauro.

## Astrologia
A causa del fenomeno della precessione degli equinozi, non esiste più alcuna corrispondenza sulla volta celeste fra la costellazione astronomica del Toro ed il relativo segno zodiacale, sebbene, secondo gli astrologi, le caratteristiche ascritte in astrologia al segno zodiacale corrispondente sarebbero in realtà relative al simbolismo della figura che le stelle nella volta celeste ritraggono, e non come erroneamente si pensa alla loro intrinseca posizione.